# Belisario Quevedo (Quito)

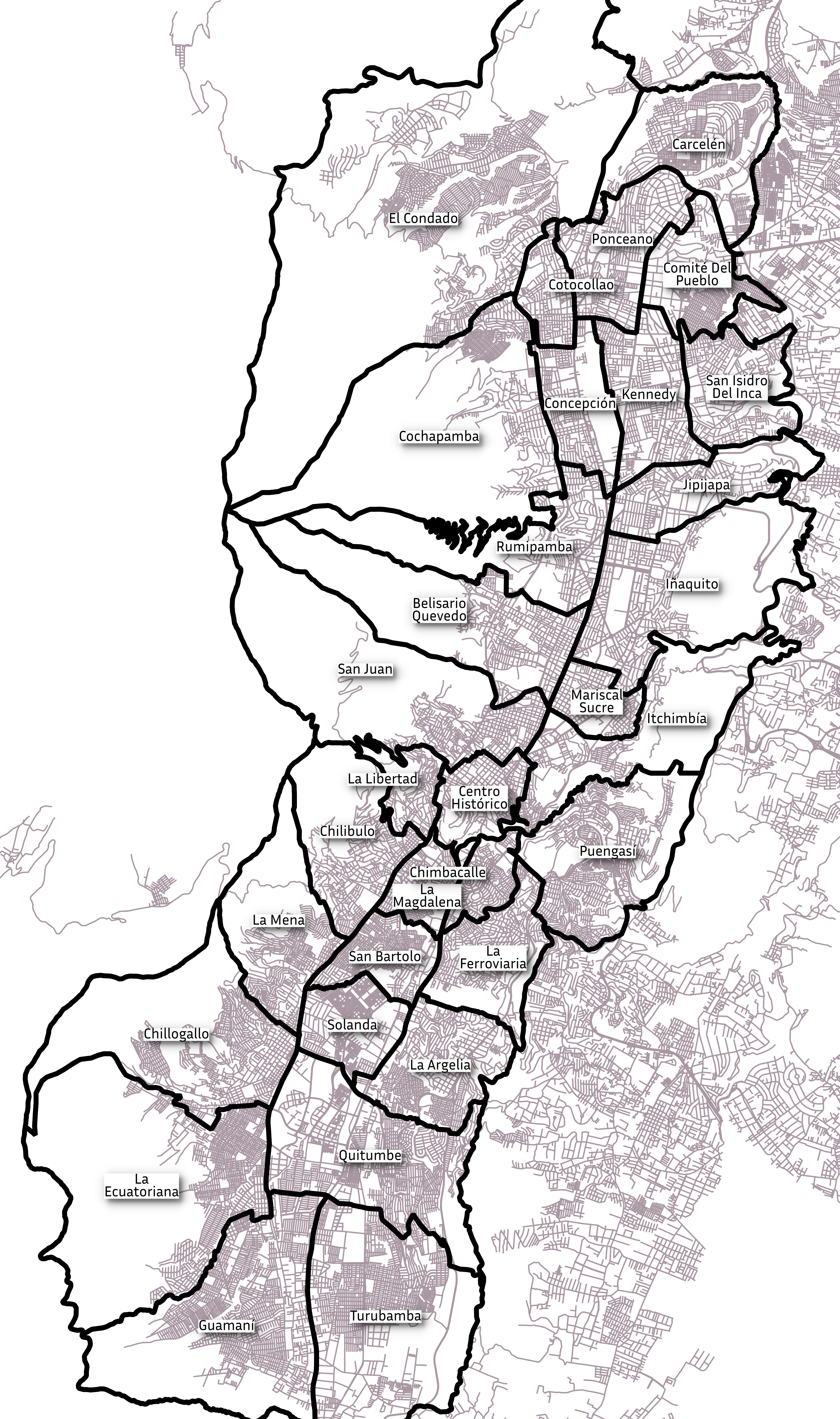
Parroquias urbanas von Quito; Belisario Quevedo auf der Karte Mitte links

Belisario Quevedo ist ein Stadtteil von Quito und eine Parroquia urbana in der Verwaltungszone Eugenio Espejo im Kanton Quito der ecuadorianischen Provinz Pichincha. Die Fläche beträgt etwa 13 km². Die Einwohnerzahl lag im Jahr 2019 bei 58.879.

## Lage
Die Parroquia Belisario Quevedo liegt am Ostfuß des Vulkans Rucu Pichincha 3 km nördlich vom Stadtzentrum von Quito auf einer Höhe von etwa 2900 m. Das Verwaltungsgebiet umfasst im Westen einen schmalen Hangbereich des Vulkans Rucu Pichincha und reicht dort bis nahe an dessen Gipfel heran. Im Osten verläuft die Avenida 10 de Agosto entlang der Verwaltungsgrenze. Im Norden wird das Areal von der Avenida Mariana de Jesús begrenzt, im Süden von der Avenida Universitaria. Die SSW-NNO-Ausdehnung des Gebietes liegt bei 1,85 km.
Die Parroquia Belisario Quevedo grenzt im äußersten Nordwesten an die Parroquia Cochapamba, im Norden an die Parroquia Rumipamba, im Osten an die Parroquias Iñaquito und Mariscal Sucre sowie im Süden und im Südwesten an die Parroquia San Juan.

## Infrastruktur
Im Süden der Parroquia befindet sich die Universidad Central del Ecuador.